# Croix de Lothaire

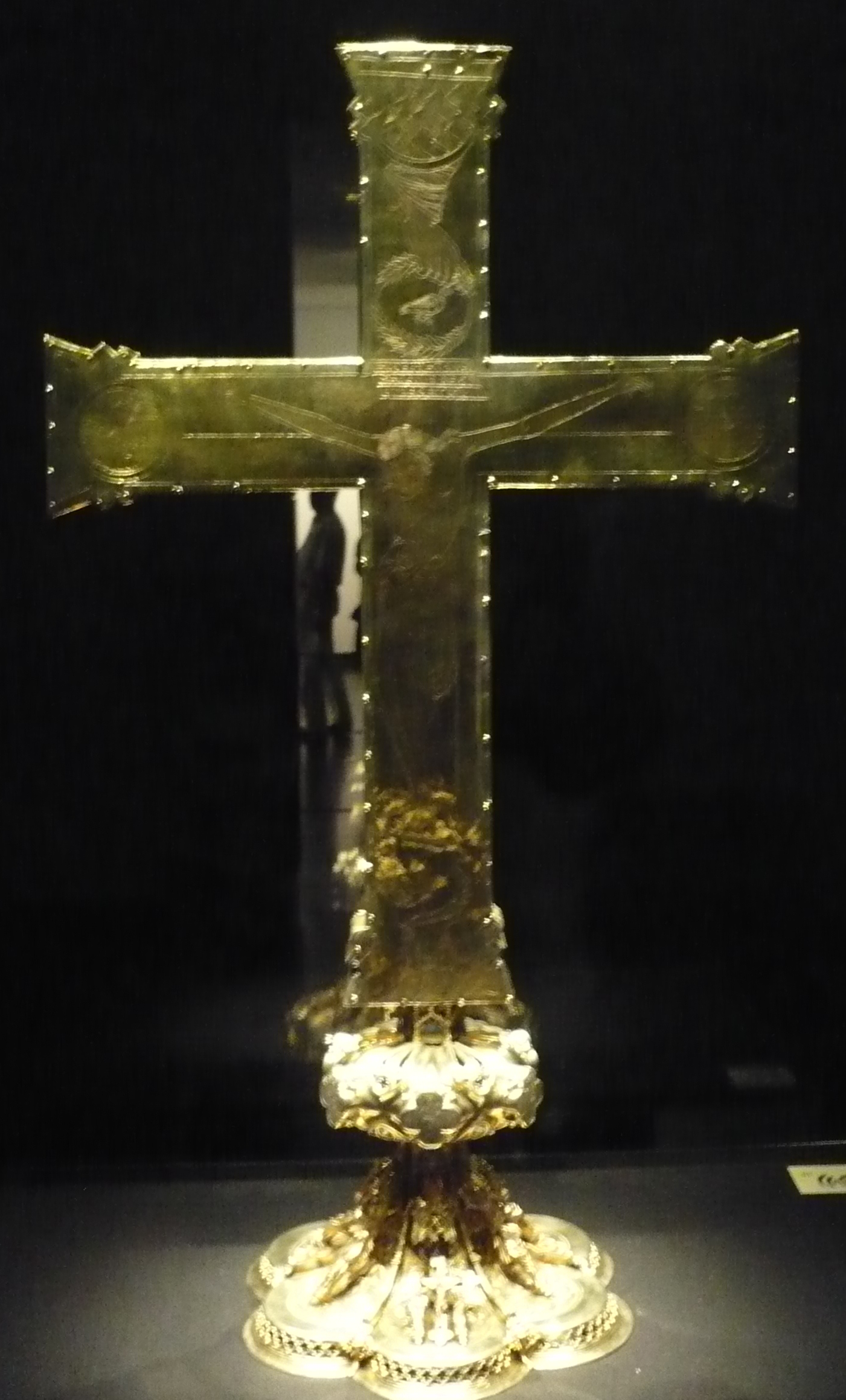
Dos, avec une crucifixion gravée.

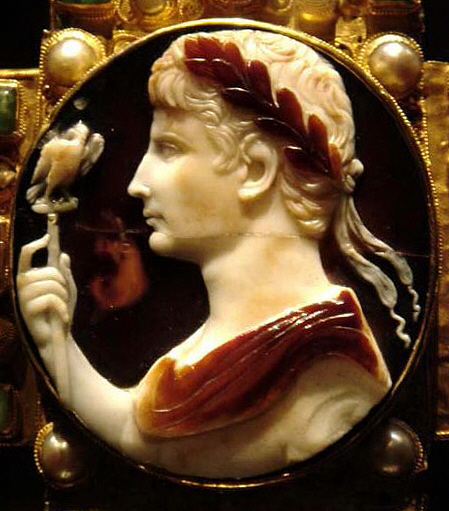
Le camée d'Auguste au centre de la croix de Lothaire.

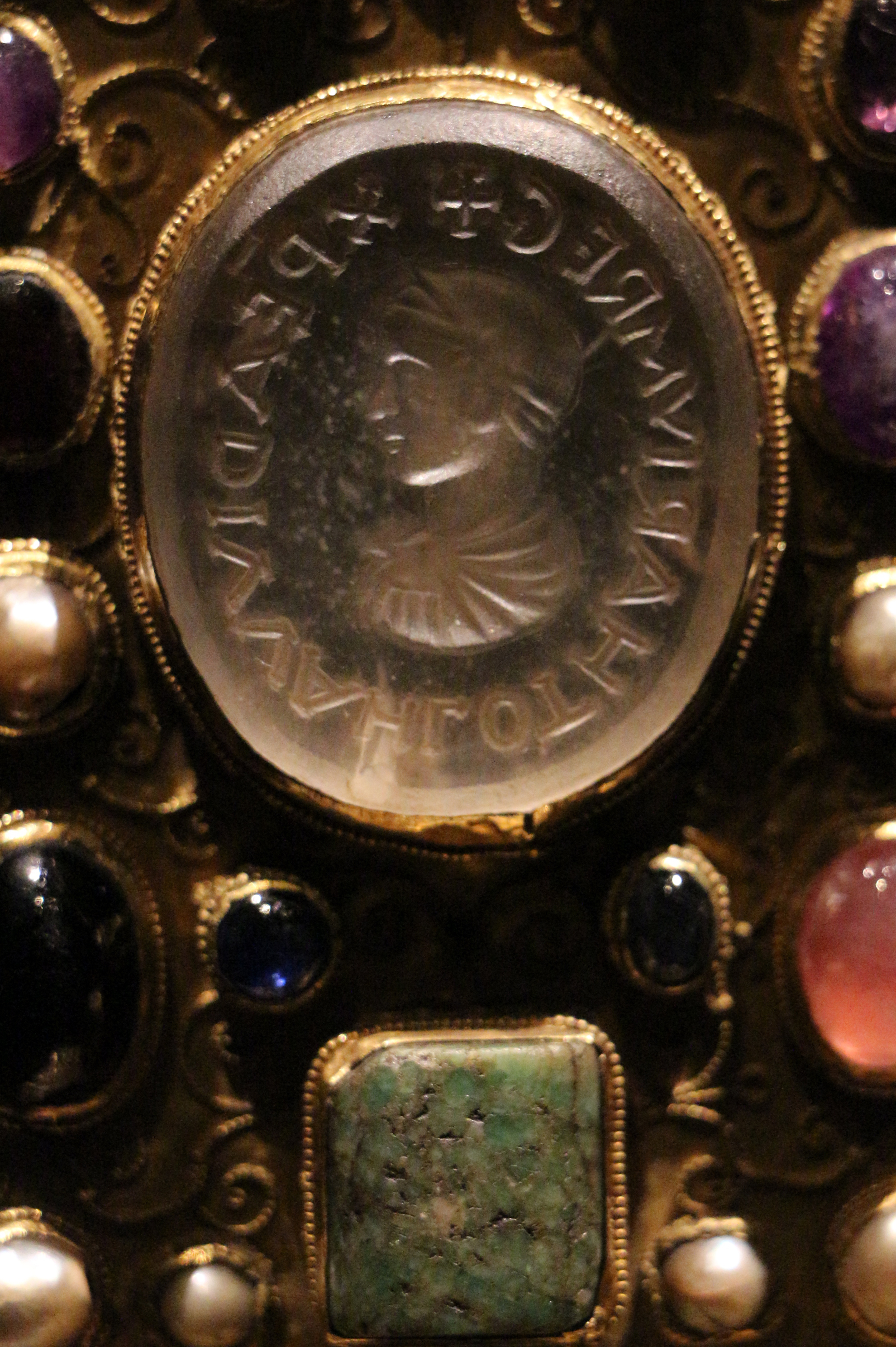
Le sceau de Lothaire.

La croix de Lothaire est une croix processionnelle conservée au trésor de la cathédrale d'Aix-la-Chapelle. Réalisée vers l'an mille, en 984, elle compte parmi les chefs-d'œuvre de l'art ottonien.

## Présentation
La croix de Lothaire (en allemand : Lotharkreuz) est une crux gemmata, une croix décorée de pierres précieuses qui fait fonction de croix de procession datant d'environ l'an 1000, même si sa base date du XIVe siècle. Elle a vraisemblablement été fabriquée à Cologne, et elle est probablement un don de l'empereur Otton III. C'est un exemple exceptionnel de travail d'orfèvrerie médiévale et un monument important de l'idéologie impériale. Elle continue à être utilisée en liturgie lors de solennités. Elle est conservée dans le Trésor de la cathédrale d'Aix-la-Chapelle qui abrite d'autres chefs-d'œuvre sacrés d'art ottonien.
Le nom de la croix a pour origine une inscription sur le sceau taillé dans sa partie basse, qui mentionne le roi Lothaire ; il s'agit de Lothaire Ier ou de Lothaire II de Lotharingie. Les dimensions de la croix sont 50 × 38,5 × 2,3 cm (hauteur, largeur, profondeur). La croix date d'une période où l’art ottonien évolue vers l'art roman et la crucifixion gravée au dos de la croix annonce cette nouvelle période[réf. souhaitée].

## Création
La croix porte son nom d'après le nom sur le sceau taillé dans un quartz verdâtre près de sa base, et qui mentionne un roi carolingien Lothaire ; il s'agit de Lothaire Ier ou de Lothaire II de Lotharingie, dans le deuxième cas un neveu de Charles II le Chauve, ou de Lothaire III de France. Dans tous les cas, la réalisation de la croix date d'une période ultérieure. Il est possible que l'intaille ait servi à l'un des Lothaire avant d'être sertie dans la croix.
Il n'existe pas de document attestant la date de création. D'autres croix, comme le crucifix de Mathilde ou la croix de Theophanu (de) (1046 env.) lui ressemblent. L'enchâssement des pierres et la technique de filigranes sont les mêmes sur les deux croix. Le crucifix sur le dos de la croix de Lothaire ressemble, dans sa conception, à la croix de Gero de Cologne, tandis que la croix de Mathilde correspond stylistiquement aux enluminures ottoniennes du début de la XIe siècle. Ces similitudes indiquent que très probablement la croix a été fabriquée à Cologne.
Sur la croix de Lothaire, le sceau occupe la place qui, sur d'autres croix de l'époque ottonienne, comme sur la croix de Mathilde, est la position occupée par une image du donateur. Comme la croix de Lothaire a été fabriquée bien plus tard que le sceau qui, lui, date du IXe siècle, il ne s'agit pas là d'une image du donateur, même si le sceau a pu être utilisé par l'un des trois Lothaire avant d'être intégré dans la croix.
La période et le lieu de fabrication, l'usage du sceau de Lothaire et du camée d'Auguste, la qualité de la croix parlent en faveur d'un don de l'empereur Otton III, couronné roi à Aix-la-Chapelle en 983 et empereur à Rome en 996.

## Description

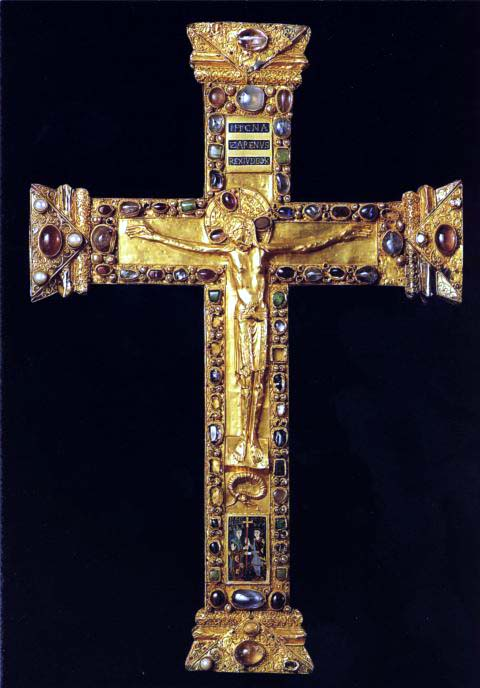
Le crucifix de Mathilde présente de nombreuses similarités. Le Christ est sculpté et sur la face avant.

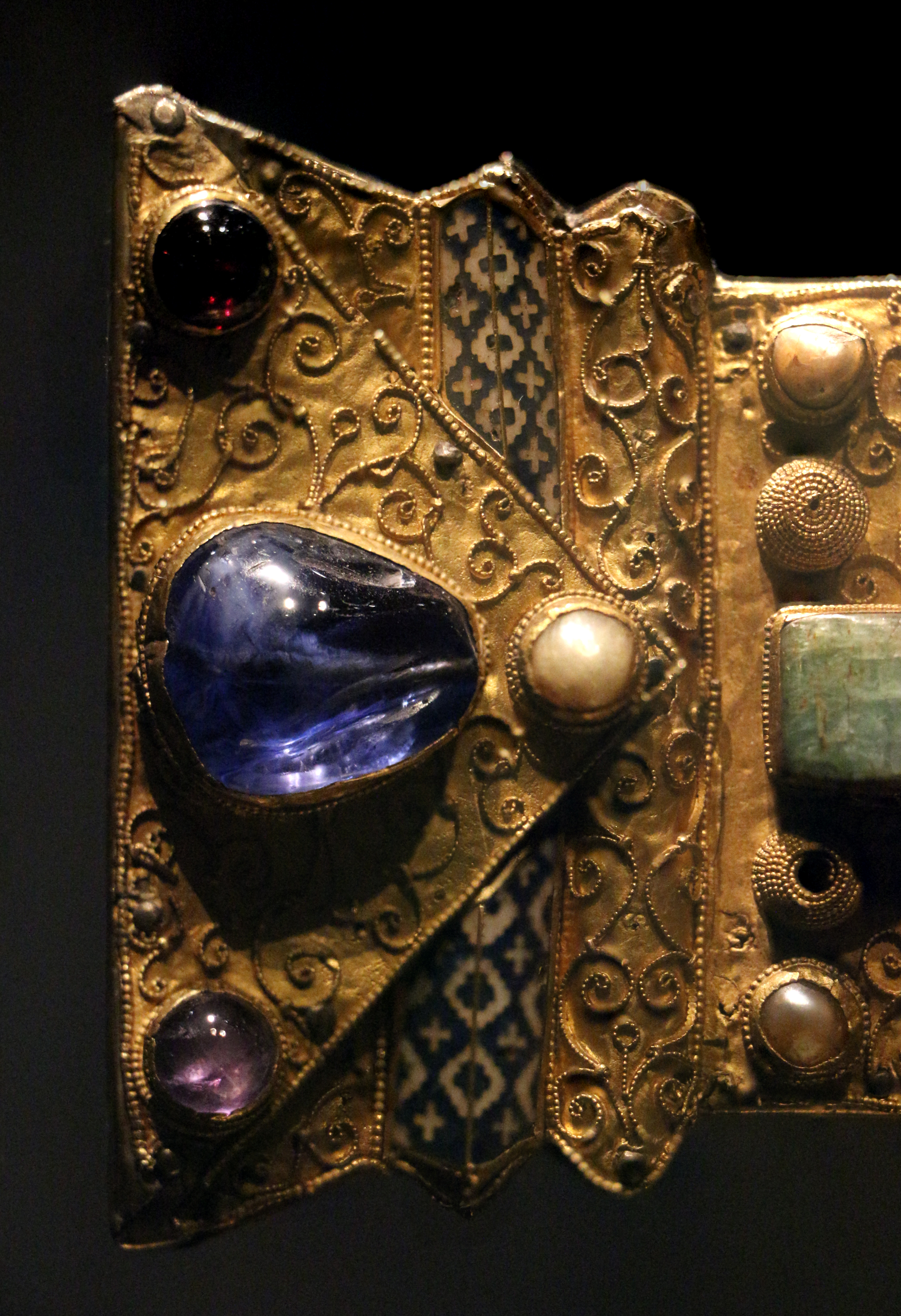
Extrémité d'un bras de la croix.

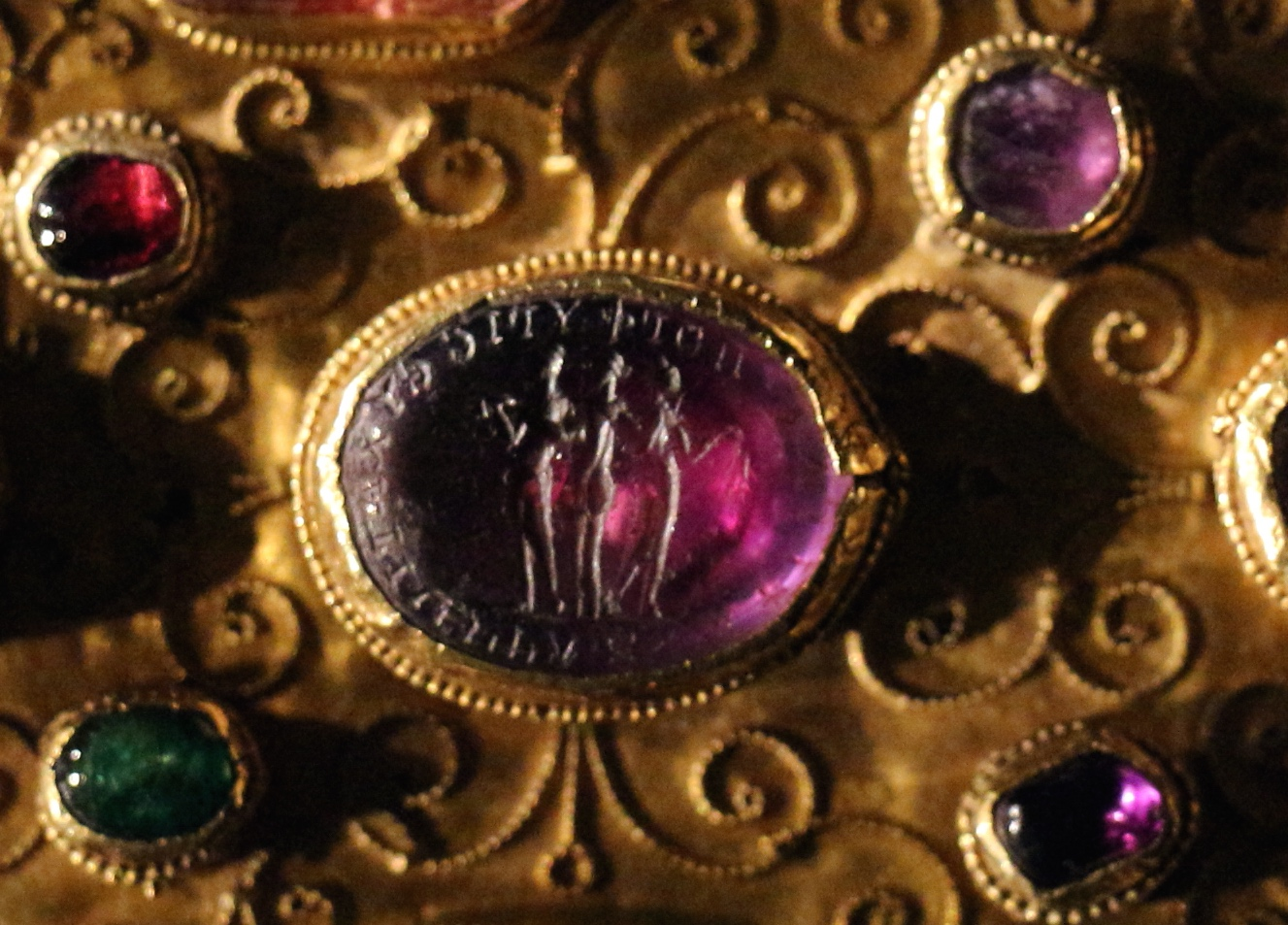
Détail : gemme avec les Trois Grâces, tournée de 90 degrés.

Le noyau en chêne de la croix est recouvert de feuilles d'or et d'argent et incrusté de gemmes et pierres semi-précieuses ; elle comporte cent deux pierres semi-précieuses et trente-trois perles. La face avant est couverte de feuilles d'or et d'argent et richement décorée de pierres semi-précieuses, perles et filigranes d'or torsadé et d'émaux cloisonnés. La face arrière est simplement gravée.
Les extrémités horizontales de la croix latine sont élargies en des formes rappelant des chapiteaux et rehaussées de chaque côté par un saphir non taillé particulièrement grand. Ces pierres sont serties dans un triangle dont les sommets portent des pierres plus petites ou des perles. La pointe du triangle repose sur deux épaisses bandes verticales décorées en filigrane doré et en émail. On retrouve les filigranes torsadés sur toute la surface de la croix.
Les pierres précieuses sur les barres transversales sont disposées en cinq rangées. Dans la rangée du milieu sont posées des pierres plus grosses, enchâssées dans des montures hautes. Dans les deux rangées intérieures suivantes se trouvent des petites pierres, perles et corbeilles en fil d'or, serties dans des montures moins hautes. Les rangées extérieures sont de petites et grosses pierres et de perles enchâssées dans de simples montures. L'ornement en filigranes d'or torsadés semble se développer à partir des grandes pierres de la série centrale, tandis qu'il encadre simplement les pierres et perles des autres lignes.
Au centre de la croix se trouve le camée de l'empereur romain Auguste, en sardonyx à trois couches, datant du début du Ier siècle. Il représente le buste de l'empereur tourné vers la gauche, ceint d'une couronne triomphale de laurier et tenant dans sa main droite un sceptre surmonté d'un aigle.
Près de la base est une pierre en quartz verdâtre considéré comme un sceau de Lothaire, avec l'inscription « +XPE ADIVVA HLOTARIVM REG » « Christ, viens en aide au roi Lothaire » et au centre son portrait.
Entre le camée et le sceau se trouve une pierre rouge comportant une image gravée des Trois Grâces, mais la pierre de forme oblongue a été montée verticalement, de sorte que les Grâces sont couchées à l'horizontale. Le texte entourant les Grâces est « ΕΥΧΑΡΙΩΤΑC XΑΡΙΤΑC ΠΟΡΦΥΡΙC ».

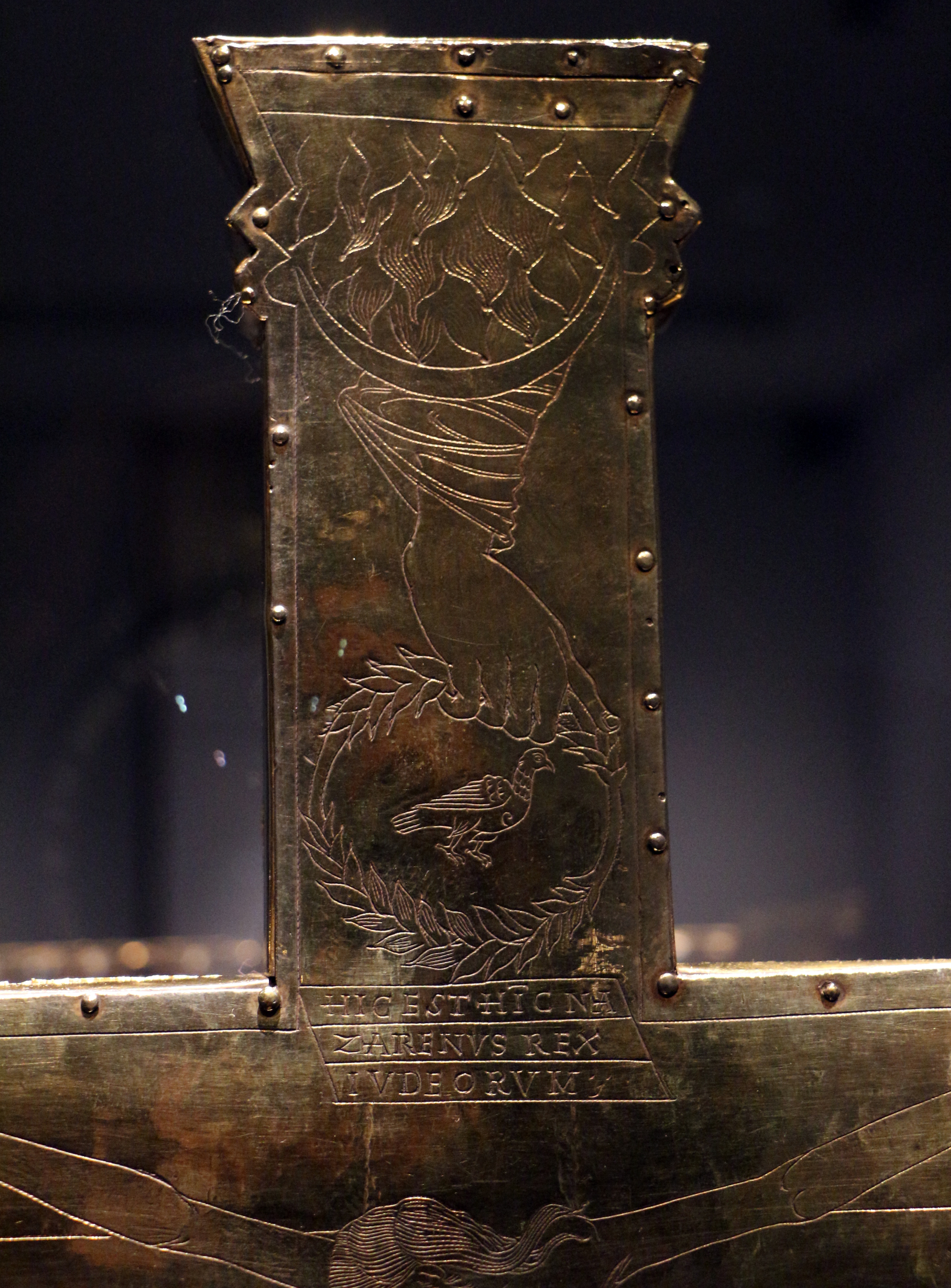
La main de Dieu, sur le dos de la croix.

Le dos de la croix est une feuille dorée plate, avec une gravure de la crucifixion. Au-dessus, une main de Dieu ou « manus Dei » représentant Dieu le père, tenant une couronne de laurier et à l'intérieur la colombe du Saint Esprit. L'inscription au dessus de la tête du Christ est « HIC EST HIC NAZARENVS REX IVDEORVM » (« Voici [Jésus] le Nazaréen, roi des juifs ») avec une erreur d'orthographe : le deuxième HIC (« ici ») devrait être IHS (« Jésus »). Ceci est la première apparition d'une colombe dans ce motif qui introduit l'ensemble de la Trinité dans une représentation iconographie, motif qui a connu une longue vie. Le serpent représentant Satan est enroulé au pied de la croix. Les médaillons aux extrémités des bras de la croix sont des personnifications du soleil et de la lune. La main portant la couronne est un motif courant dans les mosaïques de Rome.

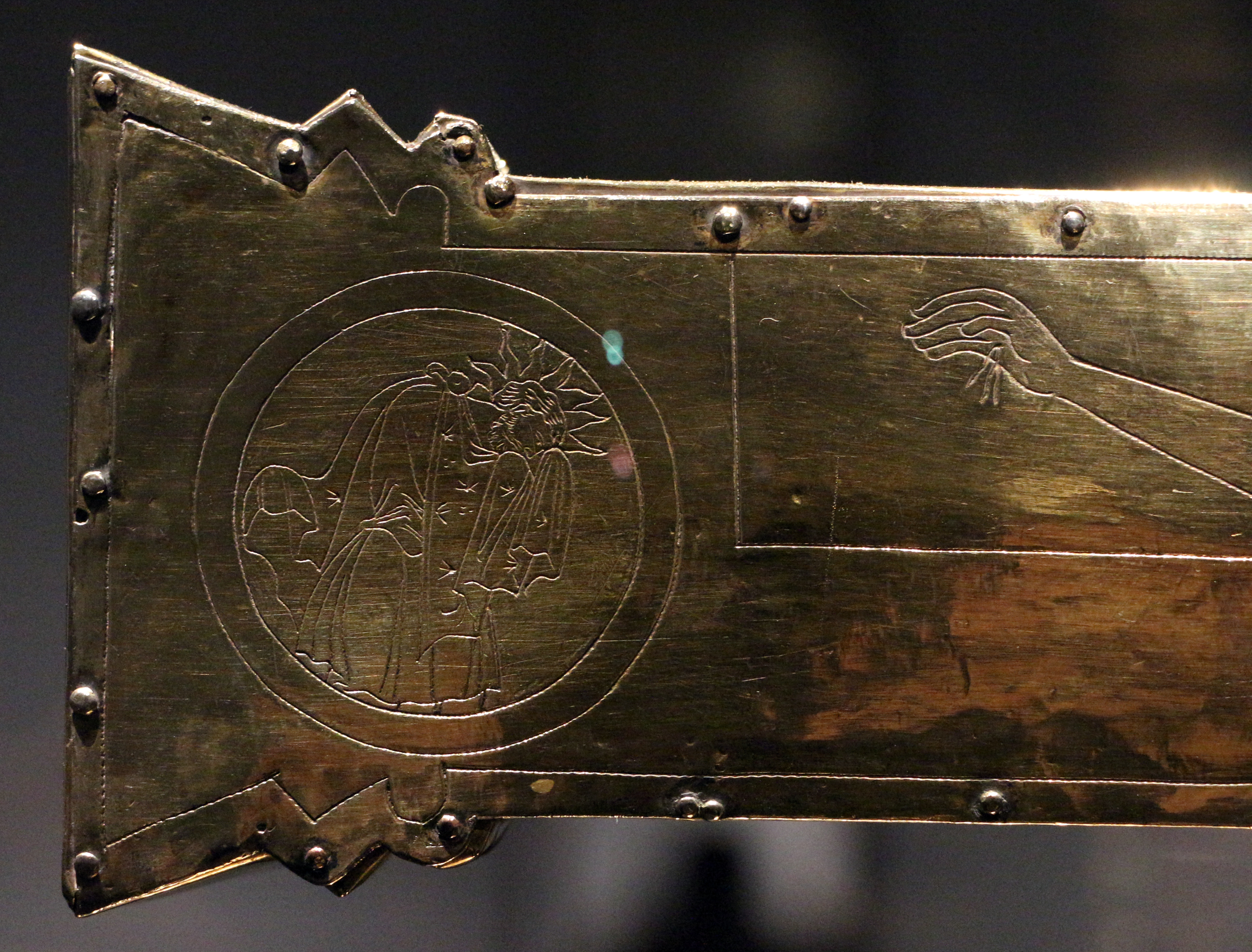
Soleil se voilant la face, sur le dos de la croix.

Cette face de la croix est un exemple de représentation de la crucifixion proche de la croix de Gero de Cologne, un peu antérieure qui a son tour est essentiel dans le développement de l'image, à l'Ouest, d'un Christ souffrant et mort crucifié, en opposition au Christ triomphant. Des dos gravés sont fréquents dans des croix décorées de cette période.
Le socle est plus tardif, il date du XIVe siècle. Il est en argent doré. Le pied, à six lobes, comporte trois apôtres, une statuette de Marie, et deux crucifixions ; ce sont des figures apposées. Le montant du pied, initialement émaillé, montre des représentations des saintes Ursule, Catherine, Dorothée et Barbe. Le socle provient du même atelier qu'une fermeture de chape conservée au même lieu.

## Interprétation
Depuis le couronnement d'Otton Ier à Aix-la-Chapelle en 936, durant les 600 années suivantes, 31 couronnements ont été célébrés dans la cathédrale d'Aix-la-Chapelle. Le rituel de couronnement des rois et empereurs allemands comprenait une entrée solennelle dans la chapelle palatine de Charlemagne dans la cathédrale d'Aix-la-Chapelle. Il est plausible de supposer qu'à cette occasion, la croix de Lothaire a figuré comme croix de procession dans ce rituel.
Le sceau de Lothaire et plus encore le camée en sardonyx de l'empereur Auguste tendent à illustrer et à légitimer dans cet objet le pouvoir impérial, établissant ainsi une ligne de succession directe, à travers les Carolingiens, jusqu'à l'Empire romain. D'après József Deér, la présence de cette gemme au centre de la croix a la signification de l'image d'un seigneur. L’Imperator était, au temps d'Otto, aussi le représentant du Christ sur terre, de sorte que le camée peut également être vu comme une expression de cette revendication.

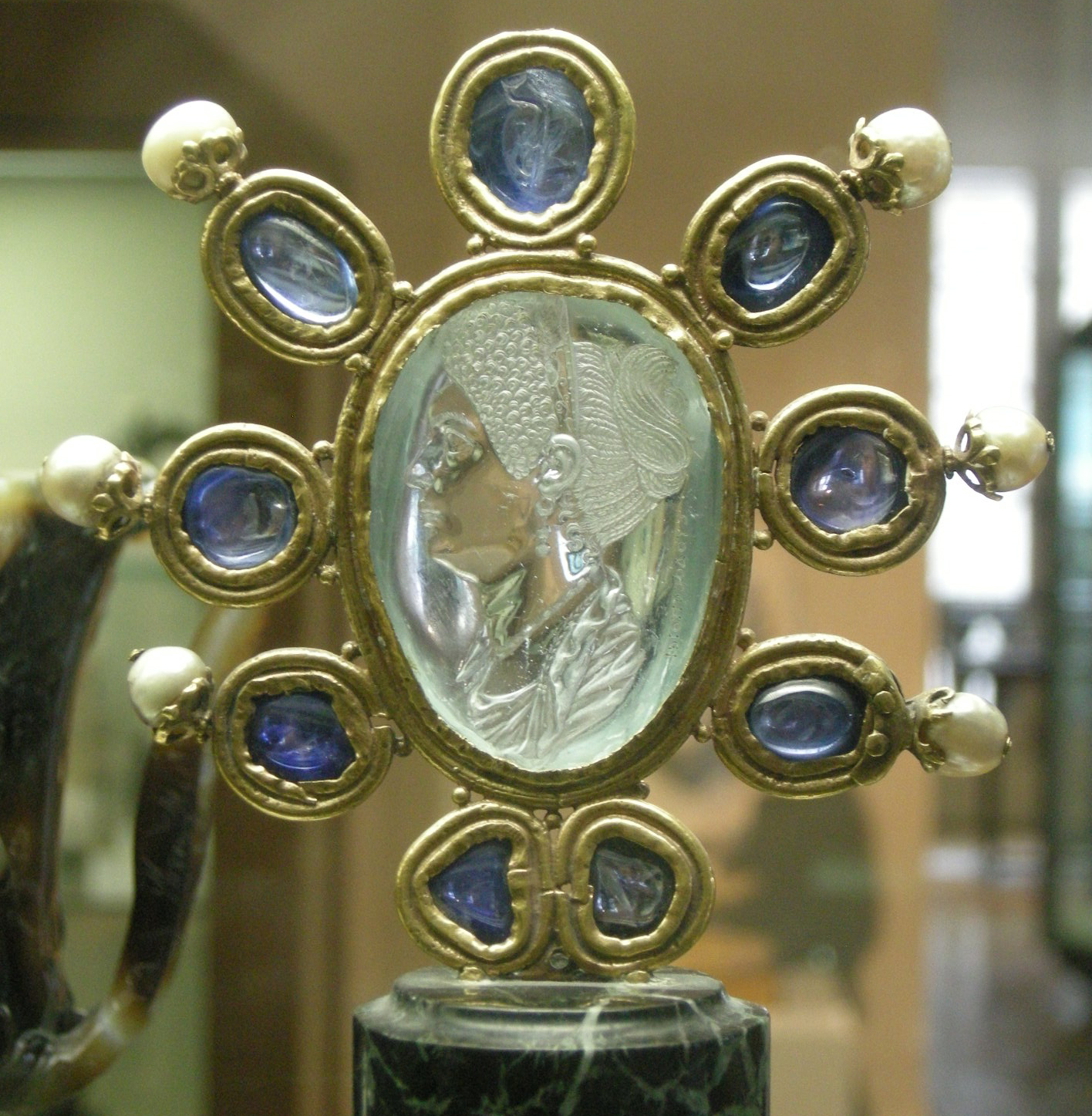
Gemme de Julia (trésor de Saint-Denis)

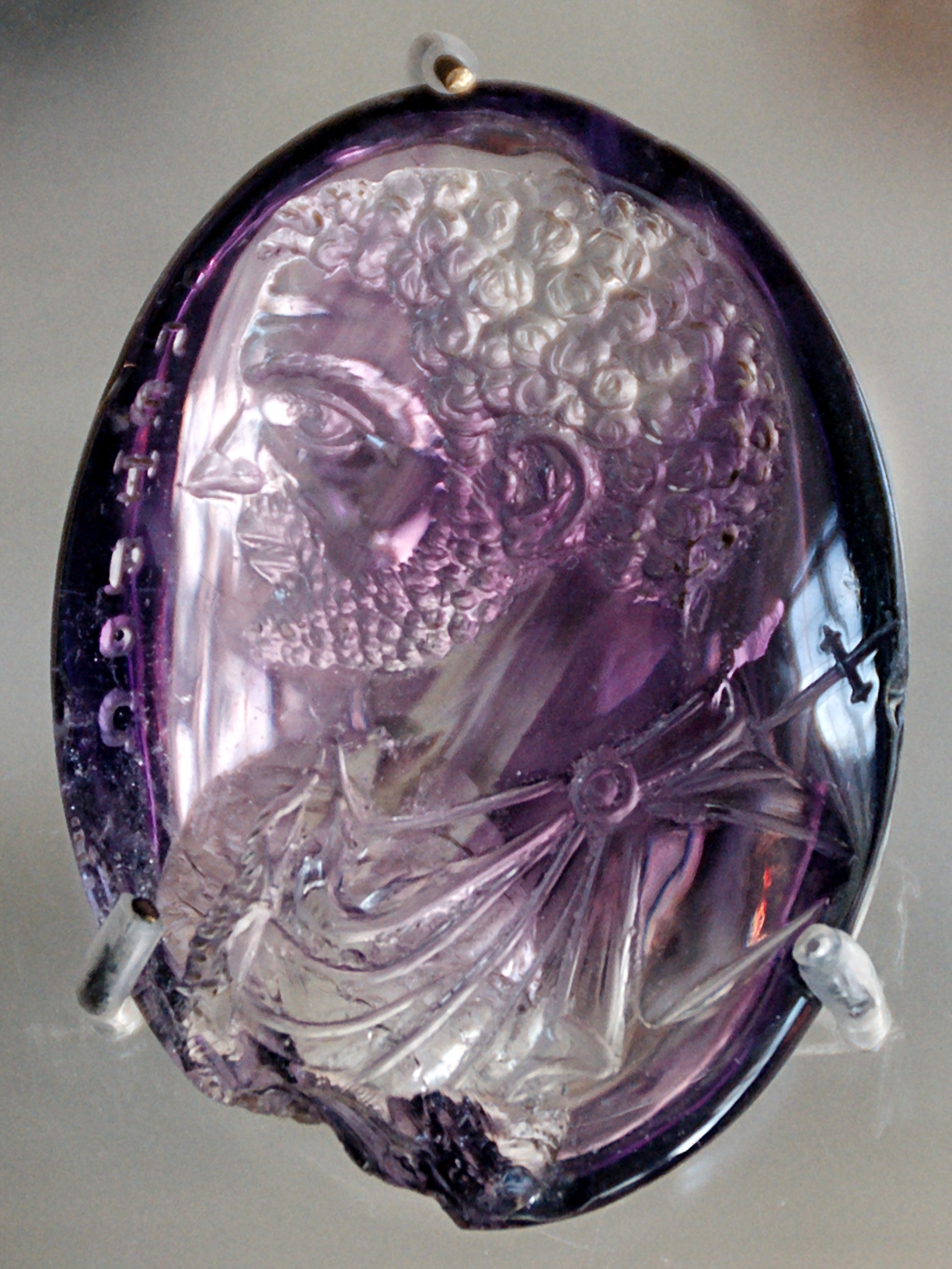
Gemme de Caracalla à Paris

D'autres camées ont été réutilisés dans des objets précieux médiévaux : l'« escrain de Charlemagne » du trésor de Saint-Denis, don de Charles le Chauve, contient une gemme gravée de la fille d'Auguste Julia, interprétée comme une image de Marie (mère de Jésus). Une autre gemme avec le portrait de l'empereur Caracalla est dans une croix de saint Pierre à la Sainte-Chapelle de Paris. Les deux gemmes sont conservées, détachées de leur cadre détruit pendant la Révolution française, à la Bibliothèque nationale de France.

## Restaurations
Le noyau en bois de chêne a été renouvelé au moins une fois, ce que montrent les examens dendrochronologiques et aussi l'absence de trous causés par des clous. Une partie des changements concerne aussi les pierres précieuses. Le socle a été restauré en 1815/16 et en 1932.
En 1871, une vis en fer, ultérieurement remplacée par une vis en argent, a été fixée dans le fond de la croix pour permettre l'utilisation comme croix de procession. En 1932, au cours d'une restauration importante, certaines pierres ont été remplacées. Durant la Première Guerre mondiale la croix a été mise, début 1914, avec d'autres objets de la Domschatzkammer dans une caisse en tôle elle-même cachée dans une cave à charbon. L'humidité ambiante a produit, les années durant, des dégâts considérables. Les détériorations extérieures ont pu être réparées après la fin de la guerre, les dégâts internes n'ont été visibles qu'en 1932 quand le noyau de chêne s'est brisé. Un orfèvre a effectué les réparations et, par la même occasion, a remplacé des pierres de sceau ajoutées auparavant – en tout 39 pierres – par des pierres en cabochon. Les pierres enlevées ont été perdues, à l'exception de 17 d'entre elles, durant la Seconde Guerre mondiale.

#### En ligne
- (de) « Lotharkreuz », Deutsche Inschriften Online (consulté le 16 juillet 2016).
- (de) « Sockel des Lotharkreuz », Deutsche Inschriften Online (consulté le 16 juillet 2016).
- (de) « Lotharkreuz », Bildindex der Kunst und Architektur (consulté le 16 juillet 2016).

### Autres photographies
- Face de la croix – Site de la cathédrale d'Aix-la-Chapelle
- Partie centrale du dos  – sur flickr
- Sceau de Lothaire – sur flickr
- Les Trois Grâces – sur flickr